# Bajimuš Hávgajávri
Bajimuš Hávgajávri, eller Haukajävrik är sjöar i Finland. De ligger i kommunen Utsjoki i landskapet Lappland, i den norra delen av landet, 1 100 km norr om huvudstaden Helsingfors. Bajimuš Hávgajávri ligger 270,8 meter över havet. Omgivningarna runt Bajimuš Hávgajávri är i huvudsak ett öppet busklandskap. Arean är 45,8 hektar och strandlinjen är 4,24 kilometer lång. Sjön  ingår i Tana älvs huvudavrinningsområde. 